# Сноуборд на зимних Олимпийских играх 2014 — слоупстайл (женщины)

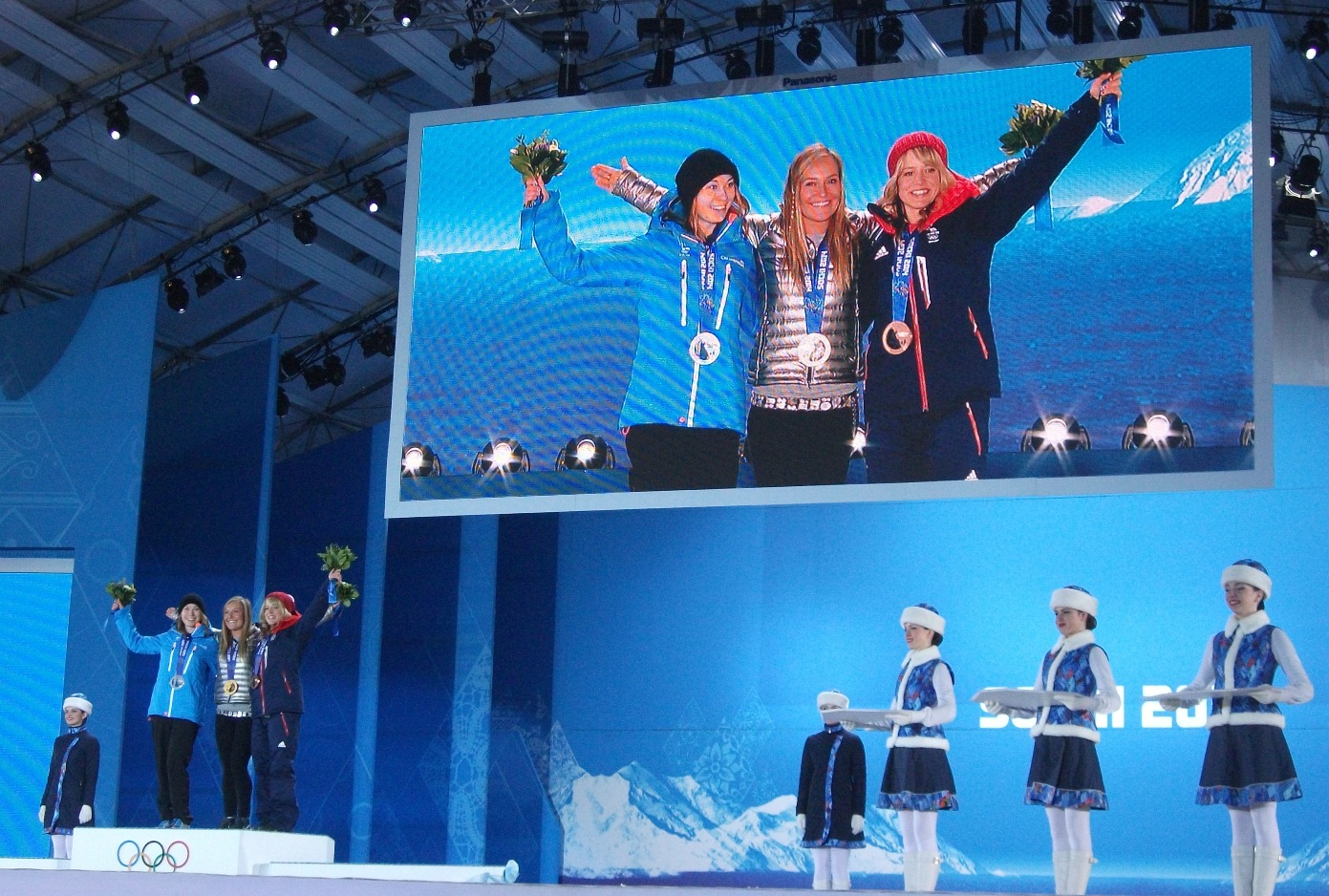
Награждение победительниц в соревнованиях по слоупстайлу на XXII Зимних Олимпийских играх в Сочи

Соревнования в слоупстайле в сноуборде среди женщин дебютировали в программе зимних Олимпийских игр в Сочи. Они прошли 6 и 9 февраля 2014 года в экстрим-парке Роза Хутор.

## Медалисты
| Золото              | Серебро                 | Бронза                      |
| Джейми Андерсон США | Энни Рукаярви Финляндия | Дженни Джонс Великобритания |

## Подготовка
В соревнованиях могли участвовать 24 спортсменки, каждую страну могли представлять не более 4 участниц.
Единственная представительница Словении Цилка Садар, попавшая в заявку, получила травму за несколько дней до начала соревнований, и в квалификации смогли принять участие 23 сноубордистки из 11 стран.
Для соревнований в экстрим-парке Роза Хутор была построена трасса, состоящая из трёх секций рамп и 3 трамплинов. Она подвергалась критике со стороны спортсменов из-за чрезмерной сложности и высоты трамплинов. В частности, австралийка Тора Брайт заявила, что на ней невозможно выступать в полную силу. За 3 дня до начала соревнований во время тренировки на трассе сломал ключицу норвежский спортсмен Торстен Хоргмо. На следующий день представительница Норвегии Мерика Энне упала после третьего, самого большого, трамплина, получила травму головы и была унесена на носилках. К началу соревнований трамплины были срезаны на метр.

## Соревнование

### Квалификация
Квалификация прошла 6 февраля, за день до церемонии открытия, в 10:00. 23 участницы были поделены на 2 группы. Первые 4 спортсменки из каждой группы напрямую попали в финал, остальные участницы получили возможность отобраться в решающий раунд через полуфинал.
В первой группе лучший результат показала Изабель Дерунгс из Швейцарии. Вместе с ней в финал прошли Тора Брайт, Спенсер О’Брайен и Энни Рукаярви.
При выполнении второй попытки норвежская спортсменка Хьерсти Буос получила травму при неудачном приземлении после трамплина. Она смогла закончить трассу, но уже не приняла участия в полуфинале.
Лучший результат в квалификации показала участница второй группы Анна Гассер из Австрии. В четвёрку также вошли Джейми Андерсон, Элена Кёнц и Карли Шорр.
Травмированная во время тренировки Мерика Энне выполнила только одну попытку, оказавшуюся неудачной. Самая молодая участница соревнований 16-летняя Тай Уолкер, также не успевшая восстановиться после травмы, прошла трассу, обойдя все препятствия, получила 1 балл и прошла в полуфинал.
| Место | Номер | Спортсмен              | 1 спуск | 2 спуск | Лучший |
| ----- | ----- | ---------------------- | ------- | ------- | ------ |
| 1     | 5     | Изабель Дерунгс (SUI)  | 82,50   | 87,50   | 87,50  |
| 2     | 11    | Тора Брайт (AUS)       | 85,25   | 80,00   | 85,25  |
| 3     | 4     | Спенсер О’Брайен (CAN) | 82,75   | 65,00   | 82,75  |
| 4     | 8     | Энни Рукаярви (FIN)    | 79,00   | 23,75   | 79,00  |
| 5     | 1     | Дженни Джонс (GBR)     | 74,25   | 21,75   | 74,25  |
| 6     | 10    | Ребекка Торр (NZL)     | 70,75   | 33,75   | 70,75  |
| 7     | 6     | Кристи Прайор (NZL)    | 67,50   | 70,50   | 70,50  |
| 8     | 9     | Стефи Лакстон (NZL)    | 59,75   | 34,25   | 59,75  |
| 9     | 3     | Сина Кандриан (SUI)    | 58,25   | 36,50   | 58,25  |
| 10    | 7     | Эйми Фуллер (GBR)      | 44,50   | 39,00   | 44,50  |
| 11    | 12    | Шелли Готлиб (NZL)     | 18,00   | 30,75   | 30,75  |
| 12    | 2     | Хьерсти Буос (NOR)     | 12,50   | 17,75   | 17,75  |

| Место | Номер | Спортсмен              | 1 спуск | 2 спуск | Лучший |
| ----- | ----- | ---------------------- | ------- | ------- | ------ |
| 1     | 14    | Анна Гассер (AUT)      | 89,50   | 95,50   | 95,50  |
| 2     | 18    | Джейми Андерсон (USA)  | 93,50   | DNS     | 93,50  |
| 3     | 20    | Элена Кёнц (SUI)       | 86,25   | 38,00   | 86,25  |
| 4     | 22    | Карли Шорр (USA)       | 45,00   | 84,75   | 84,75  |
| 5     | 17    | Шарка Панчохова (CZE)  | 77,75   | 33,75   | 77,75  |
| 6     | 16    | Дженна Бласмен (CAN)   | 60,25   | 51,50   | 60,25  |
| 7     | 23    | Джессика Дженсон (USA) | 34,00   | 58,50   | 58,50  |
| 8     | 15    | Силье Норендаль (NOR)  | 31,00   | 39,00   | 39,00  |
| 9     | 19    | Шерил Мас (NED)        | 18,00   | 31,25   | 31,25  |
| 10    | 21    | Мерика Энне (FIN)      | 17,00   | DNS     | 17,00  |
| 11    | 13    | Тай Уолкер (USA)       | 1,00    | DNS     | 1,00   |

### Полуфинал
Полуфинальные состязания прошли в 10:30 в воскресенье 9 февраля. Помимо Мерики Энне и Хьерсти Буос на старт не вышла Кристи Прайор, получившая травму накануне.
В финал попали 4 спортсменки, показавшие лучшие результаты: Шарка Панчохова из Чехии, опередившая соперниц более чем на 6 баллов, Сина Кандриан, Дженни Джонс и Силье Норендал.
| Место | Номер | Спортсмен              | 1 спуск | 2 спуск | Лучший |
| ----- | ----- | ---------------------- | ------- | ------- | ------ |
| 1     | 17    | Шарка Панчохова (CZE)  | 90,50   | 22,50   | 90,50  |
| 2     | 3     | Сина Кандриан (SUI)    | 84,25   | 81,50   | 84,25  |
| 3     | 1     | Дженни Джонс (GBR)     | 82,25   | 83,25   | 83,25  |
| 4     | 15    | Силье Норендал (NOR)   | 16,75   | 78,75   | 78,75  |
| 5     | 23    | Джессика Дженсон (USA) | 72,00   | 50,50   | 72,00  |
| 6     | 13    | Тай Уолкер (USA)       | 66,00   | 43,75   | 66,00  |
| 7     | 12    | Шелли Готлиб (NZL)     | 63,25   | 33,75   | 63,25  |
| 8     | 9     | Стефи Лакстон (NZL)    | 18,25   | 60,25   | 60,25  |
| 9     | 7     | Эйми Фуллер (GBR)      | 33,75   | 37,50   | 37,50  |
| 10    | 10    | Ребекка Торр (NZL)     | 27,25   | 32,50   | 32,50  |
| 11    | 16    | Дженна Бласмен (CAN)   | 32,25   | 10,50   | 32,25  |
| 12    | 19    | Шерил Мас (NED)        | 30,75   | 14,75   | 30,75  |
| —     | 6     | Кристи Прайор (NZL)    | DNS     | DNS     | DNS    |
| —     | 2     | Хьерсти Буос (NOR)     | DNS     | DNS     | DNS    |
| —     | 21    | Мерика Энне (FIN)      | DNS     | DNS     | DNS    |

### Финал
Решающий этап состоялся в тот же день в 13:15.
После первой попытки лидировала Шарка Панчохова, за ней следовали Джейми Андерсон и Сина Кандриан. 
Выступавшие второй и третьей Дженни Джонс и Сина Кандриан улучшили свои результаты во второй попытке и вышли на первые 2 места. Шарка Панчохова упала при прохождении первого трамплина. Несмотря на сильнейший удар, от которого её шлем раскололся, она смогла закончить дистанцию и осталась на третьем месте. Следующая участница финала, Энни Рукаярви, вышла на первое место, первой из финалисток получив более 90 баллов, а завершила медальный зачёт американка Джейми Андерсон, чисто выполнившая вторую попытку и не только вернувшаяся в призовую тройку, но и ставшая первой олимпийской чемпионкой в слоупстайле среди женщин. Выступавшие последними лидеры квалификационных заездов Изабель Дерунгс и Анна Гассер заняли только 8-е и 10-е места.
Благодаря победе Джейми Андерсон Соединённые Штаты стали обладателями первых золотых медалей в обеих дисциплинах слоупстайла (днём ранее соревнования в слоупстайле среди мужчин завершились победой Сейджа Коценбурга). Серебряная медаль Энни Рукаярви и «бронза» Дженни Джонс стали первыми медалями Сочи-2014 в копилках Финляндии и Великобритании.
| Место | Номер | Спортсмен              | 1 спуск | 2 спуск | Лучший |
| ----- | ----- | ---------------------- | ------- | ------- | ------ |
| 1     | 18    | Джейми Андерсон (USA)  | 80,75   | 95,25   | 95,25  |
| 2     | 8     | Энни Рукаярви (FIN)    | 73,75   | 92,50   | 92,50  |
| 3     | 1     | Дженни Джонс (GBR)     | 73,00   | 87,25   | 87,25  |
| 4     | 3     | Сина Кандриан (SUI)    | 77,25   | 87,00   | 87,00  |
| 5     | 17    | Шарка Панчохова (CZE)  | 86,25   | 20,00   | 86,25  |
| 6     | 22    | Карли Шорр (USA)       | 39,00   | 75,00   | 75,00  |
| 7     | 11    | Тора Брайт (AUS)       | 64,75   | 66,25   | 66,25  |
| 8     | 5     | Изабель Дерунгс (SUI)  | 58,50   | 15,25   | 58,50  |
| 9     | 20    | Элена Кёнц (SUI)       | 24,50   | 54,50   | 54,50  |
| 10    | 14    | Анна Гассер (AUT)      | 49,00   | 51,75   | 51,75  |
| 11    | 15    | Силье Норендал (NOR)   | 49,50   | 32,00   | 49,50  |
| 12    | 4     | Спенсер О’Брайен (CAN) | 30,00   | 35,00   | 35,00  |